# KLC3
KLC3‏ (Kinesin light chain 3) هوَ بروتين يُشَفر بواسطة جين KLC3 في الإنسان.